# Karl Joseph Eberth
Karl Joseph Eberth (Würzburg, 1835 – Berlino, 1926) è stato un medico tedesco.
Docente all'Università "Martin Lutero" di Halle-Wittenberg dal 1881 al 1911, nel 1880 isolò per primo il bacillo del tifo.